# Alles kan beter
Alles kan beter was een komisch televisieprogramma dat van 1997 tot 1999 op de Vlaamse televisiezender Canvas liep. Presentator Mark Uytterhoeven en zijn panel toonden amusante televisiebeelden die ze die week hadden opgenomen en probeerden die daarna in de studio of via vooraf opgenomen sketches te imiteren en overtreffen.
Het programma werd een cultreeks en kreeg zeer positieve kritieken. Ook vandaag de dag wordt het nog regelmatig herhaald.

## Panel
Alles kan beter werd geregisseerd door Jan Eelen. De presentatie werd geleid door Mark Uytterhoeven, die samen met Guy Mortier en Rob Vanoudenhoven het vaste panel vormde. Wekelijks werd dit trio bijgestaan door een afwisselend gastpanellid. Veel van deze panelleden werden dankzij Alles kan beter bekender bij het grote publiek:

### Gastpanelleden
| Aflevering              | Gastpanellid         | Vervanger                                          |
| ----------------------- | -------------------- | -------------------------------------------------- |
| Seizoen 1 aflevering 1  | Dirk Sterckx         |                                                    |
| Seizoen 1 aflevering 2  | Jan De Smet          |                                                    |
| Seizoen 1 aflevering 3  | Carl Huybrechts      |                                                    |
| Seizoen 1 aflevering 4  | Jan Hautekiet        |                                                    |
| Seizoen 1 aflevering 5  | Tania Van der Sanden |                                                    |
| Seizoen 1 aflevering 6  | Dirk Sterckx         |                                                    |
| Seizoen 1 aflevering 7  | Stany Crets          |                                                    |
| Seizoen 1 aflevering 8  | Jan De Smet          |                                                    |
| Seizoen 1 aflevering 9  | Tania Van der Sanden |                                                    |
| Seizoen 1 aflevering 10 | Tom Lanoye           |                                                    |
| Seizoen 1 aflevering 11 | Adriaan Van den Hoof |                                                    |
| Seizoen 1 aflevering 12 | Adriaan Van den Hoof |                                                    |
| Seizoen 1 aflevering 13 | Dirk Sterckx         |                                                    |
| Seizoen 2 aflevering 1  | Wim Opbrouck         |                                                    |
| Seizoen 2 aflevering 2  | Martin Heylen        |                                                    |
| Seizoen 2 aflevering 3  | Dirk Tieleman        |                                                    |
| Seizoen 2 aflevering 4  | Tom Van Dyck         |                                                    |
| Seizoen 2 aflevering 5  | Tom Van Dyck         |                                                    |
| Seizoen 2 aflevering 6  | Barbara Sarafian     |                                                    |
| Seizoen 2 aflevering 7  | Warre Borgmans       |                                                    |
| Seizoen 2 aflevering 8  | Adriaan Van den Hoof |                                                    |
| Seizoen 2 aflevering 9  | Frieda Van Wijck     |                                                    |
| Seizoen 2 aflevering 10 | Martin Heylen        |                                                    |
| Seizoen 2 aflevering 11 | Tom Van Dyck         | Frieda Van Wijck (in plaats van Rob Vanoudenhoven) |
| Seizoen 2 aflevering 12 | Stany Crets          |                                                    |
| Seizoen 2 aflevering 13 | Tom Van Dyck         |                                                    |

## Ontstaansgeschiedenis
Mark Uytterhoeven had tijdens vorige televisieprogramma's, zoals zijn presentaties van het W.K. voetbal (1990), (1994), Het Huis Van Wantrouwen (1991-1992) en Morgen Maandag (1993) al naam gemaakt met zijn montages en speelse gebruik van archiefbeelden. Met Alles kan beter zou hij hierin een hoogtepunt bereiken.

## Concept
Het programma ontstond in samenwerking tussen Uytterhoeven en Humo-hoofdredacteur Guy Mortier. Het uitgangspunt van de show was dat "alles beter kan" en vanuit die invalshoek namen Mortier en Uytterhoeven wekelijks televisiebeelden onder loep op zoek naar interessante (en amusante) verschijnselen die volgens hen verbeterd konden worden.
Veel videofragmenten waren afkomstig van de VRT en VTM en lieten allerhande versprekingen, tics, taalfouten, nieuwe mediatrends, eigenaardige mono- en dialogen of onbedoeld grappig overkomende momenten zien die de afgelopen weken op televisie te zien waren. Uytterhoeven voorzag deze filmbeelden van ironische commentaar en geregeld probeerden hij en zijn panelleden deze fragmenten te overtreffen. Soms in de studio zelf waarbij gespreksstijlen, interviews, versprekingen of spraakgebreken werden geïmiteerd, wat meestal leidde tot leuke woordspelingen en andere verbale humor. Andere keren, meestal als afsluiter van de uitzending, door eigen sketchfilmpjes te maken waarin de echte videofragmenten werden geparodieerd.
De voorbereidingen voor de wekelijkse afleveringen waren erg intens. De opnames gebeurden op donderdagavond, één avond voor de eigenlijke uitzending. Uytterhoeven had meestal op woensdagnacht doorgewerkt om alle teksten te schrijven en na de opnames ging hij rechtstreeks naar huis om een ruwe montage te maken waar hij drie uur aan werkte waarna hij met een koerier naar Woestijnvis werd gebracht waar regisseur Jan Eelen alles moest in elkaar monteren. Uytterhoeven had thuis zelfs drie videorecorders lopen om alle uitzendingen na te gaan op interessante en amusante fragmenten. Om de spontaniteit van het programma te behouden vonden er ook geen repetities plaats, enkel een snelle doorloping van het script. De panelleden kregen de vragen en fragmenten nooit vooraf te zien, al is soms wel te merken dat ze op voorhand enkele grappen hebben genoteerd. Hierdoor werden de opnames natuurlijk ook erg stresserend, wat ook verklaart waarom er slechts twee reeksen rond gemaakt zijn.

## Succes
In het najaar van 1997 was de eerste aflevering van Alles kan beter op Canvas te zien. Van begin af kreeg het programma lovende kritieken en werd dankzij een klein, maar aanzienlijk publiek algauw een cultprogramma. Er werden twee seizoenen van gemaakt: de eerste reeks liep van 1997 tot 1998 en de tweede van 1998 tot 1999. Alles kan beter won in 1999 zowel de publieksprijs, Humo's Prijs van de Kijker, als de HA! van Humo (gekozen door de Humo-redactie). De bekendheid en populariteit van Guy Mortier, die voorheen enkel bekend was bij lezers van het blad Humo en als panellid van het radioprogramma De Taalstrijd, nam sterk toe bij het grote publiek. Ook de voorheen vrij onbekende Rob Vanoudenhoven werd dankzij dit programma een gevestigde naam.
Alles kan beter is sindsdien regelmatig heruitgezonden door Canvas. In 2008-2009 werd het voor het eerst op Eén uitgezonden. Het succes van de heruitzendingen is opmerkelijk, aangezien verwijzingen naar de actualiteit van de jaren 90 inmiddels gedateerd zijn.
In tegenstelling tot veel andere televisieseries is Alles kan beter nooit officieel op dvd uitgebracht. Dit heeft vooral te maken met het feit dat veel archiefbeelden afkomstig zijn van de concurrerende televisiezender VTM en men dus zou moeten betalen voor de rechten. Wel zijn veel fragmenten terug te vinden op YouTube en bracht het blad Humo in het najaar van 2008 eenmalig vier dvd's uit waarop de beste afleveringen gecompileerd staan.

## Rob Vanoudenhoven
De nieuweling in het programma was Rob Vanoudenhoven, die al naam had gemaakt in diverse theatershows en als grappenschrijver voor Uytterhoeven, maar behalve enkele sketchfilmpjes voor De Drie Wijzen nog niet veel op televisie te zien was geweest. Hij stelde zich in de eerste aflevering dan ook voor met de roemruchte woorden: "Rob Vanoudenhoven: de man waarvan iedereen zich afvraagt: "Who the fuck" is Rob Vanoudenhoven?"
Uytterhoeven had Vanoudenhoven als vast panellid ingeschakeld omdat hij hem zeer getalenteerd vond en graag een minder bekende Vlaming wilde gebruiken te midden van hemzelf en Guy Mortier, die allebei al vrij lang bekend waren in Vlaanderen. Vanoudenhovens populariteit steeg tijdens de reeks zo sterk dat hij amper enkele maanden na het einde van de eerste reeks van Alles kan beter de kans kreeg om zijn eigen programma te presenteren op Eén. In het najaar van 1998 verscheen zo De XII werken van Vanoudenhoven op televisie, enkele maanden later gevolgd door de tweede reeks van Alles kan beter. Dankzij de De XII Werken werd Vanoudenhoven in een mum van tijd enorm populair en bekend. Uytterhoeven liet in interviews af en toe blijken dat hij zich stoorde aan het feit dat het voor kijkers die het eerste seizoen van Alles kan beter niet gezien hadden nu leek alsof Vanoudenhoven enkel meedeed aan Alles kan beter vanwege zijn gigantische populariteit in De XII Werken.

## Legendarische momenten uitAlles kan beter
De volgende scènes werden het vaakst heruitgezonden in komische compilatieprogramma's:
- Het Hypothetisch Gesprek. Naar aanleiding van een reeks hypothetische vragen die gesteld werden tijdens interviews in de praatprogramma's De Zevende Dag en Marlène organiseerden de panelleden een show waarbij elke vraag en stelling hypothetisch was.
- De parodie op het VTM-consumentenprogramma De Shoplijn, waarbij vooral het onnatuurlijk klinkende taaltje en de weinig overtuigende producten werden gepersifleerd. De meest legendarische scène is die waar Guy Mortier een duo-friteuse gebruikt als een soort voetbad-machine.
- De parodie op De Zevende Dag. Vooral de vaak maniakale manier waarop de presentator de spreektijd van de gasten inkort en hen op hun gedrag aanspreekt werd op de korrel genomen.
- Wim Opbrouck presenteert een West-Vlaamse versie van Windows 98: Rutte 98. Veel Engelse termen worden in het West-Vlaamse dialect vertaald, naar aanleiding van het succes van de (later wegens fraude veroordeelde) West-Vlaamse ondernemers Lernout & Hauspie in spraaktechnologie.
- Geïnspireerd door een scène uit de Woody Allen-film Everything You Always Wanted to Know About Sex* (*But Were Afraid to Ask) besturen Uytterhoeven, Mortier, Vanoudenhoven en Tom Van Dyck het lichaam van toenmalig premier Jean-Luc Dehaene. De archiefbeelden tonen vervolgens hoe Dehaenes gedrag zogezegd bepaald wordt door hun aanwijzingen.
- De parodie op het VTM-zondagmiddagprogramma Zondag Josdag, waarbij vooral de spot wordt gedreven met de niet bijster intelligent overkomende copresentatrice en de vrij eigenaardige gasten die Jos Ghysen over de vloer kreeg.
- De parodie op de meligheid van de kerstspecials van VTM. Uytterhoeven, Mortier, Van Dyck en Vanoudenhoven persifleerden hierbij de overdreven vrolijke en stroperige sfeer.
- Naar aanleiding van het fenomeen carjacking werd er in het VTM-actualiteitenmagazine Contact een carjacking in scène gezet. Uytterhoeven, Mortier, Vanoudenhoven en Carl Huybrechts imiteerden hierop in een sketch het amateuristische gehalte van deze uitzending.
- Een onbedoelde legendarische uitzending was die waarbij Uytterhoeven, Mortier, Tom Van Dyck en Frieda Van Wijck dolenthousiaste vertellers op televisie parodieerden. Uytterhoeven en Mortier forceerden hun enthousiaste stem zo sterk dat alle panelleden, inclusief Uytterhoeven, de slappe lach kregen. (Vanoudenhoven was uitzonderlijk niet te zien in deze aflevering omdat hij toen ziek was.
- Een toenmalig VRT-journaal nieuwslezer wekte de indruk dat hij er geen zin meer in had, en bovendien las hij alles op zeer saaie monotone wijze voor. Dit werd in Alles kan beter geparodieerd. Tom van Dyck speelde de echtgenoot die de hele dag op diezelfde manier spreekt, ook onderweg en bij zijn gezin. Deze sketch is vaak herhaald en de originele versie werd zelfs uitgezonden in de Nederlandse versie van het programma. De sketch eindigde ermee dat hij bij zijn vrouw in bed ligt en op diezelfde stijve wijze zegt: "Ik zie U graag morgen terug, bedankt voor het kijken".

## Vervolgen opAlles kan beter
Omdat de voorbereidingen voor elke uitzending zo intens waren, zijn er nooit meer dan twee seizoenen gemaakt. Wel heeft Alles kan beter nog een paar keer een speciale nieuwe uitzending gemaakt. Eén als onderdeel van Humo's Pop Poll-avond in 1999 omdat Uytterhoeven de medaille voor "Bekwaamste TV-figuur" had gekregen en één ter gelegenheid van het 50-jarig bestaan van de Vlaamse televisie in 2002.
Uytterhoeven en Vanoudenhoven presenteerden in het najaar van 2001 het programma Alles komt terug, waarin elementen voorkwamen die ook aan Alles kan beter deden denken. Zo toonde het duo opnieuw markante archiefbeelden die ze dan vervolgens in eigen sketches imiteerden en trachten te overtreffen.
Ook van 2003 tot 2005, toen Uytterhoeven De laatste show presenteerde had hij samen met Guy Mortier de vaste rubriek Gefressenes Funden, waar opnieuw amusante televisiebeelden met ironische commentaar werden vertoond, zij het ditmaal zonder eigen sketches.
Ook het latere Zonde van de zendtijd heeft een kritische kijk op televisiebeelden van de Vlaamse televisie.

## Decor
De begin generiek van het programma start in een radiostudio, waarbij de radio-presentator zijn hoofdtelefoon afzet en met voldoening gebaart naar de geluidstechnieker. De radio-presentator doet erg denken aan Michel Follet. Vervolgens zakt de camera door de vloer, waarbij men de vloer ziet en hoort openbreken. De camera blijft naar voor gericht en maakt geen pan of tilt beweging. De kijker komt in de kelder onder het gebouw uit. Het 4 koppige panel zit naast elkaar aan een lange licht gebogen desk op het einde van een betonnen gang. Het decor is industrieel van karakter, en men ziet diverse buizen en stoom welke de sfeer van keldergangen onder een bedrijfsgebouw opwekken.
De presentator zit steeds op de meest rechtse plaats van de desk, waar ook een beeldbuis TV staat. Onder de tv zijn knoppen, waarmee de presentator kan zappen naar mensen in het publiek voor de zogenaamde kijkersvraag. Het volledige publiek of een tribune komen echter nooit in beeld. De overige panelleden zitten op de overige drie plaatsen en de terugkomende panelleden hebben ook geen vaste plaatsen aan de desk.
Er wordt gebruik gemaakt van chromakey om in de studio verschillende achtergrond decors ter beschikking te hebben. Een veel gebruikte achtergrond is die van de toenmalige BRT journaal studio.
De slotgeneriek bestaat uit de omgekeerde camera beweging van de intro. Hierbij beweegt de camera verticaal omhoog door het in het begin gecreëerde gat in de radiostudio vloer. Op het zelfde moment wordt ook gestart met het tonen van de aftiteling. De kijker hoort dan ook geen brekende planken of beton. Alle achtergrond geluiden en audio generiek doven langzaam uit. Men eindigt terug in de radiostudio waar het programma begon. Deze is verlaten, wat chronologisch kan kloppen met het uitzenduur van Alles kan beter.

## Buitenland
In 2000 werd er in Nederland een eigen versie met dezelfde titel gemaakt. Het werd uitgezonden door de NCRV en gepresenteerd door Sjors Fröhlich.